# Kaminoyama
Kaminoyama (上山市?) è una città giapponese della prefettura di Yamagata.

## Luoghi
castello Kaminoyama